# Pristimantis variabilis
Espèce
Synonymes
- Eleutherodactylus variabilis Lynch, 1968

Statut de conservation UICN

 LC  : Préoccupation mineure
Pristimantis variabilis est une espèce d'amphibiens de la famille des Craugastoridae.

## Répartition
Cette espèce se rencontre entre 100 et 1 000 m d'altitude dans le bassin de l'Amazone, :
- en Colombie dans le département de Putumayo ;
- dans l'est de l'Équateur ;
- au Pérou dans les régions de Cuzco et de Loreto ;
- dans l'ouest du Brésil.

## Publication originale
- Lynch, 1968 : Two new frogs of the genus Eleutherodactylus from eastern Ecuador (Amphibia: Leptodactylidae). Journal of Herpetology, vol. 2, no 3/4, p. 129-135.